# مارغريت دي أنغيلي
مارغريت دي أنغيلي (بالإنجليزية: Marguerite de Angeli)‏ (14 مارس 1889، لابير في الولايات المتحدة - 16 يونيو 1987، فيلادلفيا في الولايات المتحدة)؛ كاتِبة مُتخصِّصة في أدب الأطفال وروائية أمريكية.